# Ayres Pires de Oliveira
Dr. Ayres Pires de Oliveira foi um engenheiro civil e político brasileiro. Ele tornou-se o primeiro intendente da cidade de Erechim, vigorando em seu mandato entre 18 de junho de 1918 a 6 de setembro de 1918. Antes de ser escolhido como intendente, trabalhou como Chefe da Comissão das Terras na época em que ocorria a demarcação dos lotes das primeiras localidades do município, que era chamado de Paiol Grande.
Como intendente, criou o prédio da Prefeitura Municipal de Erechim, que se localizava onde hoje é a esquina da Rua Nelson Ehlers com a Rua Valentim Zambonatto. Recebeu uma homenagem com uma rua em Erechim chamada de "Rua Ayres Pires".